# X-Club
Der X-Club war ein Freundeskreis intellektueller Briten, der sich von November 1864 bis März 1892 regelmäßig traf. Seine neun Mitglieder waren der Botaniker Joseph Dalton Hooker, der Biologe Thomas Henry Huxley, der Physiker John Tyndall, die Mathematiker William Spottiswoode und Thomas Archer Hirst, der Chemiker Edward Frankland, der Banker und Archäologe John Lubbock, der Arzt und Paläontologe George Busk sowie der Soziologe und Evolutionstheoretiker Herbert Spencer.
Seine Mitglieder verband ihre naturalistische Weltanschauung. Sie traten für eine Aufwertung der Rolle der Naturwissenschaften gegenüber der institutionalisierten Religion ein, insbesondere im Bildungswesen.

## Chronik
Zur Zeit der Gründung wurde das Verhältnis der Bibel zur Wissenschaft diskutiert. Die British Association for the Advancement of Science erarbeitete eine Erklärung, dass Wissenschaft und Bibel bei entsprechender Interpretation vereinbar seien. Dem gegenüber standen Bischof John William Colenso von Natal, der in Pentateuch (1862) die Bibel als unzuverlässig bezeichnete, und der Reader Essays and Reviews, in dem eine historisch-kritische Methode der Bibelauslegung propagiert wurde. Charles Darwins Die Entstehung der Arten und Huxleys Evidence as to Man’s place in Nature (1863) wurden als Grundlage für eine neue Weltsicht genommen. Ein weiterer Konflikt war der zwischen der Ethnological Society und ihrer Abspaltung, der die Sklaverei verteidigenden Anthropological Society.
Die Mitglieder des späteren X-Clubs waren hier auf der Seite der Kritischen Exegese und der Ethnological Society. Die Idee für ein Beisammensein wurde zunächst von Huxley gegenüber Hooker vorgebracht. Das erste Treffen fand am 3. November 1864 im St. George’s Hotel in der Londoner Albermarle Street statt. Spottiswoode war erst beim zweiten Treffen im Dezember dabei. Ursprünglich war geplant, William Benjamin Carpenter und James Fergusson aufzunehmen, die aber absagten. Die Termine waren meist der erste Donnerstag jedes Monats, mit einer Sommerpause von Juli bis September, zeitlich jeweils vor den Sitzungen der Royal Society.
Der Club hatte nur eine Regel, nämlich dass es keine Regeln geben sollte. Nach dieser Regel wurde auch die Idee, systematisch Protokolle zu verfassen, verworfen. Gastweise waren auch William Kingdon Clifford, Charles Darwin, Asa Gray, Louis Agassiz, Auguste Laugel, Hermann von Helmholtz und Alfred Cornu anwesend.
Zunächst wurden die Namen Blastodermic Club und Thorough Club diskutiert, schließlich wählte man aber den bewusst unverbindlichen Namen X-Club. Von der Albermarle Street zog man später zum Almond’s Hotel in der Clifford Street um; nach Spottiswoodes Tod 1886 verlegte man die Treffen ins Athenaeum, in dem die verbliebenen Männer Mitglieder waren. Oft traf man sich auch auf dem Land und zu Exkursionen. In seiner Spätzeit waren die Treffen des Clubs immer spärlicher besucht. Das Treffen im März 1892 war das letzte.

## Beurteilung
Die Rollen seiner Mitglieder als Regierungsberater, Meinungsmacher und Funktionäre wissenschaftlicher Vereine brachten den Club den Ruf einer Seilschaft von Mächtigen ein. Hooker, Spottiswoode und Huxley etwa waren nacheinander Vorsitzende der Royal Society; Tyndall und Huxley organisierten die Mitarbeit am Magazin Nature Huxley und Spencer betonten aber, der Club sei nur ein Freundeskreis, kein Klüngel. Seine Mitglieder hätten nur zufällig später alle Karriere gemacht.

## Weiterführende Literatur
- Ruth Barton: “Huxley, Lubbock, and Half a Dozen Others”: Professionals and Gentlemen in the Formation of the X Club, 1851–1864. In: Isis. Band 89, Nummer 3, 1998, S. 410–444, JSTOR:237141